# Loscil
Loscil, pseudonimo di Scott Morgan (Vancouver, ...), è un compositore e musicista canadese di musica elettronica.

## Biografia
Dopo essere stato chitarrista e batterista di numerose formazioni rock a partire dagli anni sessanta, membro dei Destroyer, e studente nella Simon Fraser University (dove conobbe il compositore Barry Truax), intraprese una carriera solista a partire dal 2001, anno in cui pubblicò il suo album Triple Point.
La sua musica, spesso realizzata associando un computer portatile ad alcuni altoparlanti tramite un MIDI controller, risente l'influenza di generi quali dub, ambient e techno nonché di musicisti quali Gavin Bryars, Oval, Gas (Wolfgang Voigt), e Cluster. Durante la propria carriera, Morgan ha anche composto colonne sonore per menu di DVD e film indipendenti. Attualmente risiede a Vancouver.

## Discografia parziale

### Album
- 2001 - A New Demonstration of Thermodynamic Tendencies
- 2001 - Triple Point
- 2002 - Submers
- 2004 - First Narrows
- 2006 - Plume
- 2010 - Endless Falls
- 2011 - Coast/Range/Arc
- 2012 - Sketches From New Brighton
- 2013 - Intervalo
- 2014 - Sea Island
- 2016 - Monument Builders
- 2019 - Equivalents
- 2019 - Lifelike

### EP
- 2009 - Strathcona Variations EP
- 2010 - Untitled
- 2012 - City Ospital